# 14535 Kazuyukihanda
14535 Kazuyukihanda eller 1997 RF är en asteroid i huvudbältet som upptäcktes den 1 september 1997 av den japanske astronomen Hiroshi Abe i Yatsuka. Den är uppkallad efter Kazuyuki Handa.
Asteroiden har en diameter på ungefär 18 kilometer.